# Congo Square

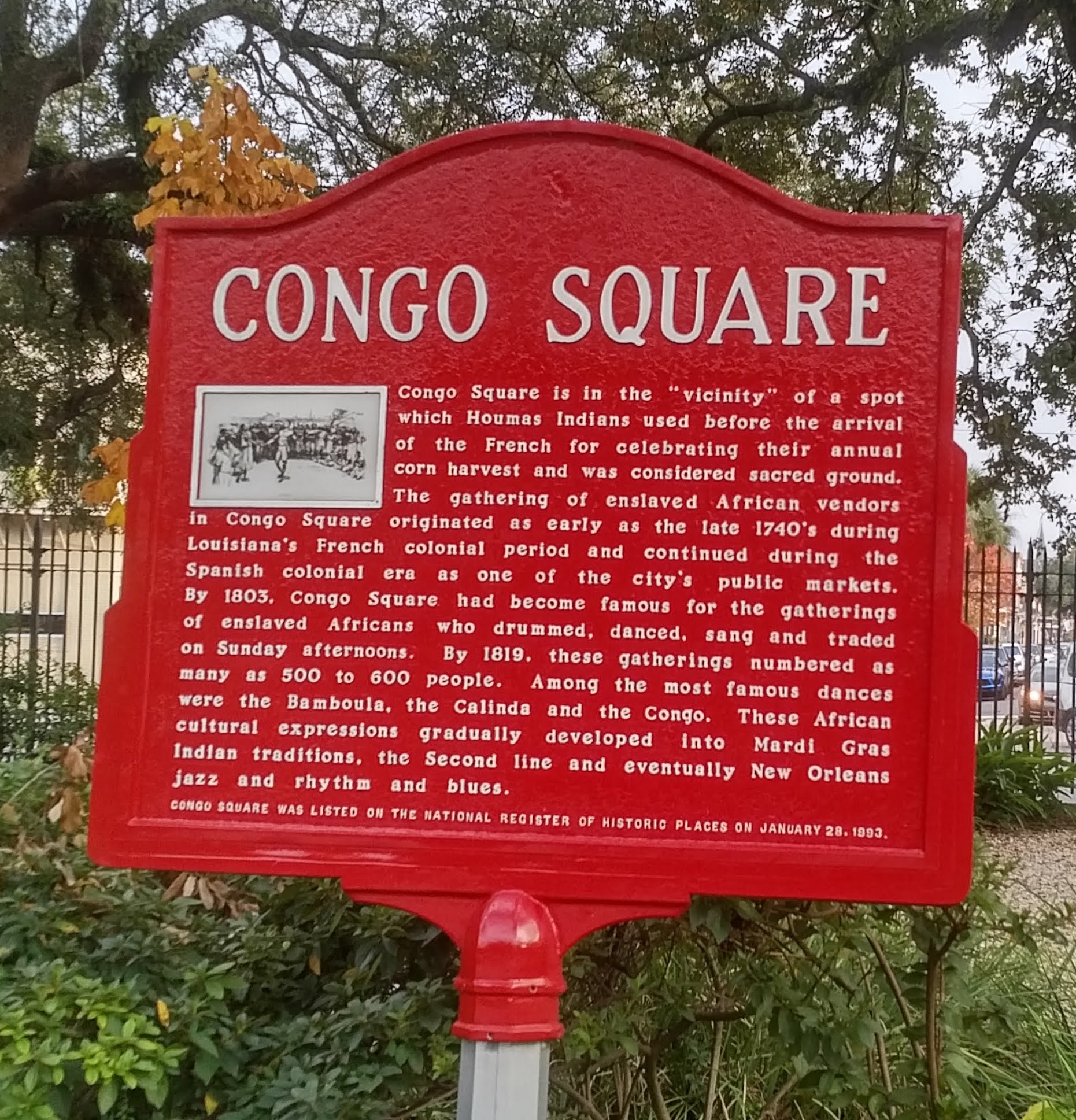
New Orleans - Congo Square

Congo Square (Frans: Place Congo) is een open ruimte in het Louis Armstrong Park, gelegen in de wijk Tremé van New Orleans. Het plein, gelegen  ten noorden van het French Quarter, staat bekend om zijn invloed op de geschiedenis van de Afro-Amerikaanse muziek, vooral de jazz.

## Geschiedenis

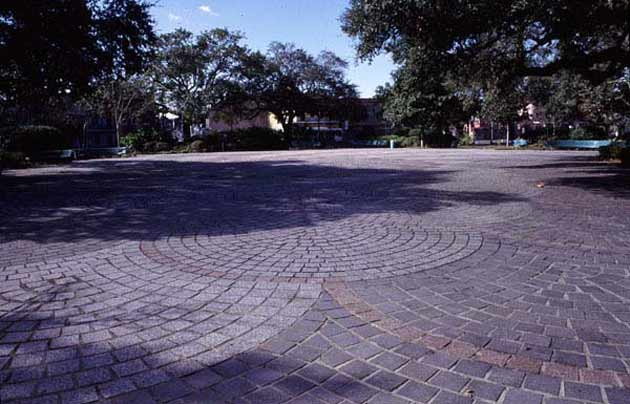
Congo Square in 2006

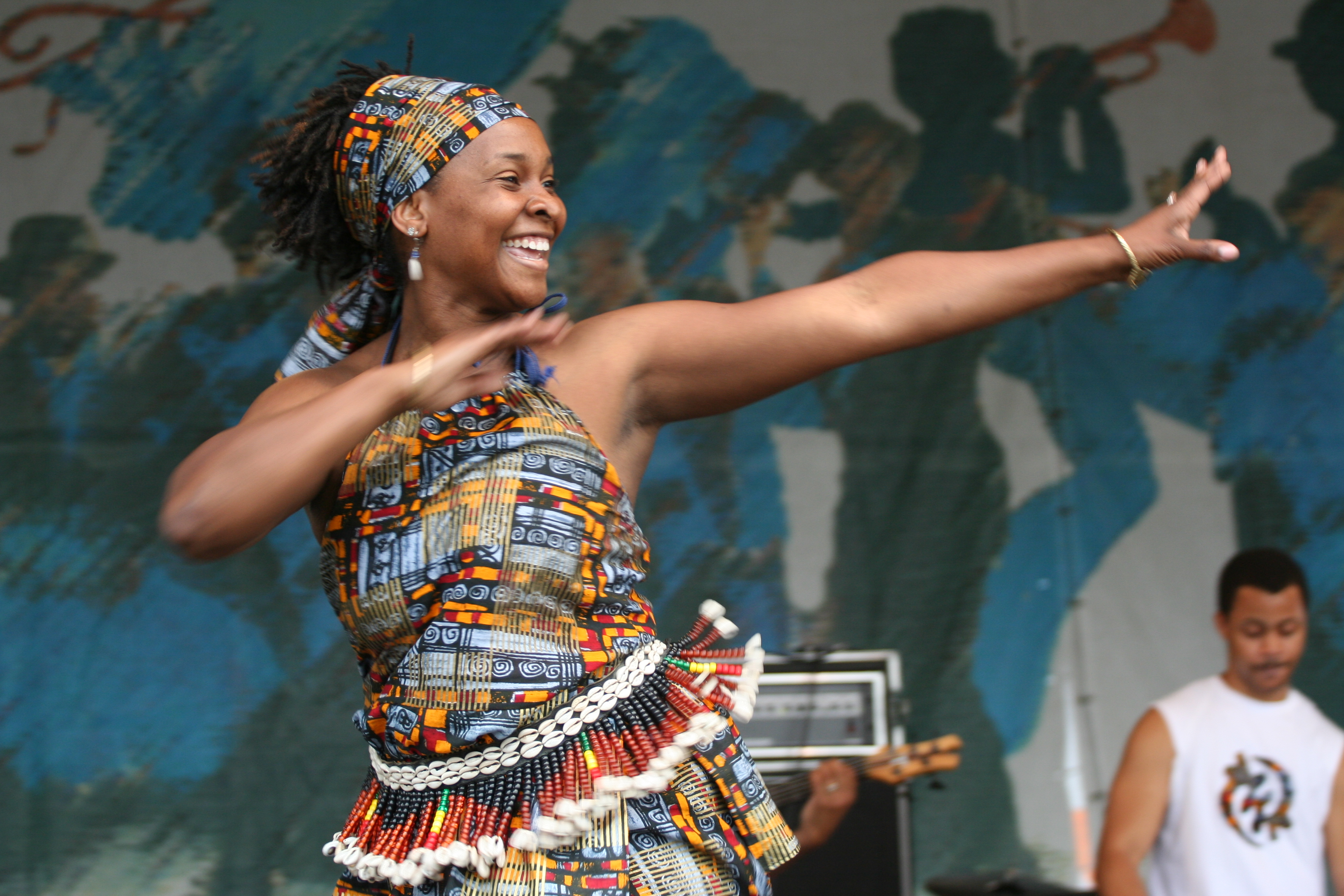
Bamboula Danseres op New Orleans Jazz Fest 2010

In het Franse (1718-1763) en Spaanse (1763-1800) koloniale tijdperk van Louisiana in de 18e eeuw kregen tot slaaf gemaakte Afrikanen gewoonlijk zondagen vrij van hun werk. Hoewel de Code Noir in 1724 werd ingevoerd, waardoor tot slaaf gemaakte Afrikanen op zondag een vrije dag kregen, waren er geen wetten die hen het recht gaven om samen te komen. Ondanks voortdurende bedreigingen voor deze gemeenten kwamen ze vaak bijeen op afgelegen en openbare plaatsen, zoals langs dijken, op openbare pleinen, in achtertuinen en waar ze maar konden vinden. Op Bayou St. John, op een open plek genaamd "la place congo", dreven en socialiseerden de verschillende etnische of culturele groepen van koloniaal Louisiana handel. Pas in 1817 vaardigde de burgemeester van New Orleans een stadsverordening uit die elke vorm van bijeenkomst van tot slaaf gemaakte Afrikanen beperkte tot de enige locatie op Congo Square. Ze mochten samenkomen op de "Place des Nègres", "Place Publique", later "Circus Square" of informeel "Place Congo"  aan de "achterkant van de stad" (aan de overkant van Rampart Street vanaf de Franse wijk), waar zij een markt mochen opzetten, zingen, dansen en muziek spelen. Dit zingen, dansen en spelen begon als een bijproduct van de oorspronkelijke markt tijdens het Franse bewind. Destijds konden de slaven hun vrijheid kopen en vrijelijk goederen kopen en verkopen op het plein om geld in te zamelen om aan de slavernij te ontsnappen.
De traditie zette zich voort nadat de stad met de Louisiana Purchase in 1803 een deel van de Verenigde Staten werd. Omdat Afrikaanse muziek in de protestantse koloniën en staten onderdrukt was, werden de wekelijkse bijeenkomsten op Congo Square een beroemde plek voor bezoekers van elders in de VS. Als gevolg van de Haïtiaanse Revolutie is New Orleans rond 1810 sterk gegroeid door de toeloop van 10.000 vluchtelingen uit het Caraïbisch gebied, meestal Franstaligen, waaronder 3000 vrijgelaten slaven. Ze versterkten de Afrikaanse tradities in de stad, zowel in de muziek als elders. Veel bezoekers waren verbaasd over de dans en muziek in Afrikaanse stijl. Waarnemers hoorden het ritme van de bamboes en het gejammer van de banzas, en zagen de veelheid aan Afrikaanse dansen die door de jaren heen bewaard waren gebleven. Er was een verscheidenheid aan dansen te zien op Congo Square, waaronder de bamboula, calinda, congo, carabine en juba. De ritmes die op het Congo-plein worden gespeeld, zijn vandaag de dag nog steeds te horen tijdens jazzbegrafenissen in New Orleans, "second line" en Mardi Gras-indianenparades. Bovendien werd de gespeelde muziek de muziek van Louisiaanse Voodoo-rituelen.
De inwoners van de stad verzamelden zich op zondagmiddag rond het plein om naar het dansen te kijken. In 1819 schreef architect Benjamin Latrobe, een bezoeker van de stad, over de vieringen in zijn dagboek. Hoewel hij ze "woest" vond, was hij verbaasd bij de aanblik van 500 tot 600 slaven zonder toezicht die samenkwamen om te dansen. Hij beschreef ze als versierd met een aantal staarten van de kleinere wilde dieren, met franjes, linten, belletjes, schelpen en ballen, die rinkelden en flirten rond de benen en armen van de artiesten. De vrouwen, zo meldde een toeschouwer, droegen, ieder naar haar vermogen, de nieuwste mode in jurken van zijde, gaas, mousseline en perkal. De mannen bedekten zichzelf in oosterse en Indiase kleding en bedekten zichzelf alleen met een soortgelijke sjerp die om het lichaam gewikkeld was. Behalve dat, gingen ze naakt.
Eén getuige merkte op dat clusters van toeschouwers, muzikanten en dansers tribale groeperingen vertegenwoordigden, waarbij elke natie zijn plaats in verschillende delen van het plein innam. De muzikanten gebruikten een scala aan instrumenten uit beschikbare culturen: drums, kalebassen, banjo-achtige instrumenten en "ganzenveren" gemaakt van rieten die als panfluiten aan elkaar waren geregen, maar ook marimba's en Europese instrumenten zoals de viool, tamboerijnen en triangel (petit fer). Geleidelijk kreeg de muziek op het plein meer Europese invloeden toen tot slaaf gemaakte Engelssprekende Afrikanen dansten op liedjes als "Old Virginia Never Tire". Deze mix van Afrikaanse en Europese stijlen heeft bijgedragen aan het ontstaan van de Afrikaans-Amerikaanse cultuur.
De in New Orleanse opgegroeide componist Louis Moreau Gottschalk, die naar Frankrijk verhuisde, verwerkte ritmes en melodieën die hij op Congo Square hoorde in een aantal van zijn composities, zoals zijn beroemde Bamboula, Op. 2.
Toen de strengere Amerikaanse slavernijpraktijken de mildere Spaanse koloniale stijl verving, namen de bijeenkomsten van tot slaaf gemaakte Afrikanen af. Hoewel er geen geregistreerde datum bestaat van de laatste van deze dansen op het plein, lijkt de praktijk meer dan tien jaar vóór het einde van de slavernij met de Amerikaanse Burgeroorlog te zijn gestopt.

## Voodoo
Naast de muziek en dans bood Congo Square de tot slaaf gemaakte zwarten ook een plek waar ze zich spiritueel konden uiten. Deze korte religieuze vrijheid op zondag resulteerde in de praktijk van voodoo-ceremonies. Voodoo is een oude religie die zich heeft ontwikkeld uit tot slaaf gemaakte West-Afrikanen die deze rituele praktijk met zich meebrachten toen ze in de 18e eeuw in New Orleans aankwamen. Hoewel het niet de meest bekende recreatieve activiteit is waaraan mensen op Congo Square deelnamen, was het toch een van de vele vormen van amusement en sociale bijeenkomsten hier. Voodoo was het meest prominent van de jaren 1820 tot de jaren 1860, toen Congo Square de gelegenheid bood om mensen kennis te laten maken met deze intrigerende praktijk. De soorten voodoo-ceremonies die op Congo Square werden uitgevoerd, waren echter heel anders dan traditionele voodoo. Echte voodoo-rituelen waren veel exotischer en geheimzinniger en gericht op het religieuze en rituele aspect, terwijl de voodoo op Congo Square vooral een vorm van amusement en een viering van de Afrikaanse cultuur was. Sommige dansen en soorten muziek die op Congo Square te horen waren, waren het resultaat van deze voodoo-ceremonies. Marie Laveau, de eerste en machtigste voodoo-koningin, is een van de bekendste beoefenaars van voodoo op Congo Square. In de jaren dertig van de negentiende eeuw leidde Marie Laveau voodoo-dansen op Congo Square en hield ze donkerdere, meer geheime rituelen langs de oevers van Lake Pontchartrain en St. John's Bayou.

## Hoodoo
Hoodoo-praktijken op Congo Square werden gedocumenteerd door folklorist Newbell Niles Puckett. Afro-Amerikanen brachten om middernacht tijdens een donkere maan plengoffers op de vier hoeken van het Congo-plein. Tijdens de slavernij werd een ringschreeuw (een heilige dans in Hoodoo) uitgevoerd om voorouderlijke geesten aan te roepen voor hulp en genezing in de tot slaaf gemaakte en vrije zwarte gemeenschap.

## Ligging
Congo Square ligt ten noorden van het French Quarter in het Louis Armstrong Park in de wijk Tremé. In de jaren 1960 heeft een stadsvernieuwingsproject een aanzienlijk deel van deze wijk rond het plein met de grond gelijk gemaakt, waarop later het Louis Armstrong Park ingericht is. De grote ijzeren hekken om het park en het plein zijn al jaren een bron van kritiek.   
Aan het einde van de 19e eeuw werd het plein opnieuw een beroemde muzieklocatie, dit keer voor fanfareconcerten. In 1893 kreeg het plein officieel de naam “Beauregard Square” vernoemd naar generaal P.G.T. Beauregard. Dit maakte deel uit van een poging van het stadsbestuur om de massabijeenkomsten op het plein te onderdrukken. Hoewel deze naam op sommige kaarten verscheen, bleven de meeste lokale bewoners het "Congo Square" noemen en in 2011 werd de oude naam hersteld, met als motivatie: “Door de naam te herstellen, Congo Square herinnerd zal blijven worden als de geboorteplaats van de cultuur. en muziek van New Orleans” en dat “jazz de enige echt inheemse Amerikaanse kunstvorm is, en dat de oorsprong ervan waarschijnlijk Congo Square was, een waar geschenk aan het hele land en de hele wereld”.
In de jaren twintig werd het gemeentelijk auditorium van New Orleans gebouwd in een gebied net achter het plein, waardoor een deel van de Tremé-gemeenschap werd verdreven en ontwricht. In de jaren 1960 heeft een controversieel stadsvernieuwingsproject een aanzienlijk deel van de wijk Tremé rond het plein met de grond gelijk gemaakt. Na een decennium van debat over het gebied veranderde de stad het in Louis Armstrong Park, waarin het oude Congo Square is opgenomen.
Vanaf 1970 organiseerde de stad het New Orleans Jazz & Heritage Festival en organiseerde jaarlijks evenementen op Congo Square. Naarmate het bezoekersaantal groeide, verplaatste de stad het festival naar het veel grotere New Orleans Fairgrounds. Aan het einde van de 20e eeuw en het begin van de 21e eeuw bleef Congo Square een belangrijke locatie voor muziekfestivals en een verzamelplaats voor fanfareparades, protestmarsen en drumcirkels.

## Vandaag
Tegenwoordig worden er nog steeds vieringen gehouden van het historische en culturele erfgoed van New Orleans. Congo Square Preservation Society is een gemeenschapsorganisatie opgericht door percussionist Luther Gray die tot doel heeft de historische betekenis van Congo Square te behouden. Elke zondag zet het de traditie voort door samen te komen om de geschiedenis en cultuur van Congo Square te vieren door middel van drumcirkels, dans en andere muziekuitvoeringen.
Naast deze bijeenkomsten zijn er nog andere vieringen en evenementen die elk jaar op Congo Square worden gehouden, waaronder de viering van Martin Luther King Day en de Red Dress Run. Er zijn ook tal van bruiloften, festivals en concerten die elk jaar in het park plaatsvinden. Op Martin Luther King Day dient het park als ceremoniële startplaats van een mars die helemaal naar het Martin Luther King Jr. Monument aan South Claiborne Avenue gaat. Tijdens deze feestdag in 2012 werd op Congo Square een ceremonie gehouden waarin burgemeester van New Orleans, Mitch Landrieu, een inspirerende toespraak hield waarin de stad werd opgeroepen het geweld op straat te verminderen. De jaarlijkse Red Dress Run begint op Congo Square en wordt georganiseerd door de New Orleans Hash House Harriers, een hardloopgroep in de stad. De race staat bekend om de deelnemers die zich volledig in het rood kleden en zwaar drinken. De winst van de race wordt geschonken aan lokale goede doelen. Na de race van 2014 werd aangekondigd dat er meer dan een miljoen dollar was gegeven aan meer dan 100 lokale goede doelen in New Orleans.

## In muziek
- Componist/saxofonist Donald Harrison componeerde, orkestreerde en produceerde "Congo Square Suite". De muziek werd uitgebracht in 2023 en bevat drie delen. Het eerste deel is een gezang met percussie en zang en bevat een mix van Afro-New Orleanse culturele muziek van Congo Square. Het tweede deel is een klassiek orkestwerk dat Harrison ontleende aan zijn ervaringen toen hij Big Chief van Congo Square werd. Het derde deel combineert Harrison en zijn jazzkwartet met het Moskou Symfonie Orkest. Ze spelen een mix van orkestmuziek en jazz, beïnvloed door de geluiden die Congo Square doordrongen.
- Congo Square is ook de titel van een jazzscore met een Afrikaans thema van Wynton Marsalis en Yacub Addy. Het bestaat uit arrangementen voor zowel bigband als traditioneel Afrikaans drum- en vocaal ensemble uit Ghana.
- Een ander nummer genaamd "Congo Square" is dat van Louisiana slide-gitarist Sonny Landreth op het album Way Down in Louisiana uit 1985, mede geschreven door David Ranson en Mel Melton. Landreth speelt ook mee in een versie van het nummer op John Mayalls album A Sense of Place.
- De Amerikaanse hard rock act Great White bracht een nummer uit genaamd "Congo Square" op hun album Hooked uit 1991.
- De neo soul artieste Amel Larrieux schreef het op de Congo Square gebaseerde "Congo" op haar album Bravebird uit 2004.
- Ghost of Congo Square is het openingsnummer van jazztrompettist Terence Blanchards album A Tale of God's Will (A Requiem for Katrina) uit 2007.
- Het album van R&B-zangeres Teena Marie, getiteld Congo Square, werd uitgebracht op 9 juni 2009.
- Dee Dee Bridgewater schreef samen met Bill Summers en Irving Mayfield een nummer met die naam, voor haar album Dee Dee's Feathers uit 2015.